# Mandamento (cosa nostra)
 (août 2025).
Si vous disposez d'ouvrages ou d'articles de référence ou si vous connaissez des sites web de qualité traitant du thème abordé ici, merci de compléter l'article en donnant les références utiles à sa vérifiabilité et en les liant à la section « Notes et références ».
Le mandamento, dans le jargon de Cosa nostra, désigne la zone d’influence de trois ou plusieurs familles affiliées à l’organisation.

## Le capo-mandamento
À partir de la seconde moitié des années cinquante du XXe siècle, sur indication de Cosa Nostra américaine, la Cosa Nostra sicilienne se dota également d’une structure hiérarchique supérieure appelée « Commission », dont font partie les capi-mandamento de la province de Palerme. À la base de la pyramide mafieuse se trouvent les « picciotti » ou « soldats », qui constituent l’armée de Cosa Nostra ; au-dessus se trouve la figure du « capo-decina » qui contrôle l’action de dix hommes ; encore plus haut, celle du « capo-famiglia ». Trois ou deux capi-famiglia élisent un « capo-mandamento » (le mandamento est un ensemble de trois familles territorialement contiguës). Lorsqu’un capo-mandamento ou un capo-famiglia est arrêté, son poste est occupé par un « régent » provisoire.
Les capi-mandamento de la province de Palerme font partie intégrante de la « Commission », présidée par l’un des capi-mandamento, initialement appelé « secrétaire ». La position de capo-mandamento dure jusqu’à la mort du mafieux ou, plus rarement, jusqu’à sa destitution par la Commission interprovinciale. Chaque capo-mandamento est tenu au respect de l’omertà (consigne du silence).

## Structure des mandamenti
Les quartiers du centre historique de Palerme sont encore aujourd’hui appelés mandamenti.
De là vient le mandamento mafieux qui, hors de Palerme, comprend plusieurs communes. Le chef de famille de chaque mandamento (capomandamento) est membre permanent d’une commission provinciale, laquelle se réunit périodiquement pour établir les directives de Cosa Nostra et résoudre les problèmes pouvant menacer l’intégrité même de l’organisation.
- Palerme : La ville de Palerme est divisée en 9 mandamenti locaux : Porta Nuova, Ciaculli, Passo di Rigano-Boccadifalco, Villagrazia - Santa Maria di Gesù, Noce-Cruillas, Pagliarelli, Resuttana et Tommaso Natale - San Lorenzo.
- Province de Palerme : La province palermitaine est divisée en 6 mandamenti : Camporeale (né de la fusion des mandamenti de Partinico et San Giuseppe Jato), Corleone, Bagheria, Trabia, Misilmeri, San Mauro Castelverde (ou des Madonies).
- Agrigente : La Province d'Agrigente est constituée de 10 mandamenti : Agrigente, Santa Elisabetta, Porto Empedocle, Canicattì, Cianciana, Ribera, Sambuca di Sicilia, Casteltermini, Palma di Montechiaro et Campobello di Licata.
- Trapani : Les mandamenti sont au nombre de 4 : Castelvetrano, Trapani, Mazara del Vallo et Alcamo.
- Caltanissetta : Dans la Province de Caltanissetta, il y a 4 mandamenti : Gela, Vallelunga, Riesi et Mussomeli. Les familles du « Vallone » au nord de la province sont traditionnellement liées aux groupes palermitains; La Stidda a conservé une certaine capacité organisationnelle dans les zones de Gela et Niscemi, se présentant comme une association mafieuse analogue à Cosa Nostra, avec laquelle elle n’est plus en rivalité et entretient une certaine entente.
- Enna : La Province d'Enna n’a pas de mandamenti, seulement des familles. La zone est limitrophe de la province de Catane, et en partie influencée par la mafia catanienne. À la fin des années 2000, de sanglantes vendettas ont éclaté à cause de la lutte entre les Ennese et les Cataniens pour le contrôle de cette zone.
- Catane : Il n’y a pas de mandamenti car dans la Province de Catane il n’y a que trois familles (Catane, Ramacca et Caltagirone), qui gèrent de préférence l’attribution illicite de marchés publics, en partenariat avec de nombreux groupes criminels extérieurs à Cosa Nostra opérant à Catane et dans la province, dont les chefs sont souvent affiliés à ces familles pour mieux contrôler leurs activités[2].
- Syracuse : Il n’y a pas de mandamenti mais des familles individuelles historiquement liées à la mafia catanienne.
- Raguse : Il n’y a pas de mandamenti mais des familles individuelles, parfois affiliées à la Stidda.
- Messine : Il n’y a pas de mandamenti mais des familles individuelles, dans certains cas affiliées à la 'Ndrangheta ou à la mafia catanienne (Messine, San Mauro Castelverde, Barcellona Pozzo di Gotto, Tortorici,  Mazzarroti, Francavilla di Sicilia, Valle dell'Alcantara, Giardini-Naxos).

## Constitution des commissions provinciales et de la commission régionale
La constitution de la Commission Provinciale de Palerme de Cosa Nostra représentait simplement un organe centralisé afin d’éviter les conflits entre plusieurs familles. Cet organe comprend un représentant par mandamento et est dirigé par un Chef de la Commission. La dernière Commission « légitimement » formée pour la Cosa Nostra palermitaine fut celle dirigée par Salvatore Riina, constituée après la fin de la Seconde guerre de mafia (1979-1983). Depuis l’arrestation de Riina, bien que la province ait été dirigée d’abord par Giovanni Brusca et Leoluca Bagarella, puis par Bernardo Provenzano, et ensuite par Salvatore Lo Piccolo, la Commission ne fut jamais formellement reconstituée.
Cet organe fut également mis en place dans d’autres provinces : Trapani, Agrigente, Caltanissetta, Catans.
Initialement, la Commission est créée sur le modèle utilisé par la Cosa Nostra américaine, et en Sicile elle naît après la fameuse réunion de 1957 de tous les chefs mafieux siciliens au Grand Hotel et des Palmes de Palerme.
En 1975, fut également constituée la Commission régionale, comprenant tous les chefs des commissions provinciales, qui se réunissait pour les décisions vitales pour l’ensemble de l’organisation. Par exemple, elle se réunit pour délibérer les attentats de 1992-1993.